# Juan González Calderón
Juan Claudio González Calderón (Santiago, Chile, 6 de octubre de 1975), apodado "La Vieja" González, es un exfutbolista chileno que desempeñaba la posición de defensa. Militó en diversos equipos del fútbol nacional, destacando sobre todo sus pasos por Universidad de Chile, equipo con el que fue campeón del Torneo de Apertura 2009 y llegó a semifinales de la Copa Libertadores 2010.

## Carrera
Su debut profesional fue en el año 1997 vistiendo la camiseta de Deportes Linares. En 1998 pasó a formar parte de Santiago Morning, donde logró ascender a la Primera División e Chile.
Luego, en el 2003, pasó a formar parte del club Deportes Temuco, en el 2004 se unió a las filas del complicado equipo de Coquimbo Unido y ya en el 2006, Juan González, pasa a formar parte del club Audax Italiano en donde se convierte en figura y titular indiscutido, realizando grandes campañas en el torneo local y en la Copa Libertadores de América. Gracias a sus buenas actuaciones en el año 2008 el club Universidad de Chile, dirigido por Arturo Salah, se interesó en sus servicios y lo fichó para la temporada 2008-2009.
A pesar del bajo rendimiento en los primeros partidos, en la trama final del torneo se afirma y se convierte en una garantía en la defensa azul, pero de todas formas al final del torneo partió a préstamo a Audax Italiano. Luego volvió a la Universidad de Chile convirtiendo su primer gol en la pretemporada azul y anotando en la Copa Libertadores 2009 en la altura de la ciudad boliviana de Cochabamba, el tanto definitivo para clasificar a la segunda fase de dicho torneo.
En 2016 jugó para el representativo de la Universidad de Chile en el Campeonato Nacional de Futsal ANFP.
Durante el año 2020 ejerce como ayudante de campo de Rodolfo Neme en el plantel de Deportes Linares, desde enero y hasta fines de agosto.

## Clubes
| Club                      | País  | Año       |
| ------------------------- | ----- | --------- |
| Deportes Linares          | Chile | 1997      |
| Santiago Morning          | Chile | 1998-2002 |
| Deportes Temuco           | Chile | 2003      |
| Coquimbo Unido            | Chile | 2004-2005 |
| Audax Italiano            | Chile | 2006-2007 |
| Universidad de Chile      | Chile | 2008      |
| Audax Italiano            | Chile | 2008      |
| Universidad de Chile      | Chile | 2009-2010 |
| Deportes Iquique          | Chile | 2011      |
| Universidad de Concepción | Chile | 2012      |
| Magallanes                | Chile | 2013      |

## Títulos

### Torneos nacionales
| Título           | Club                 | País  | Año    |
| ---------------- | -------------------- | ----- | ------ |
| Primera División | Universidad de Chile | Chile | 2009-A |

### Distinciones individuales
| Distinción                                 | Año  |
| ------------------------------------------ | ---- |
| Parte del Equipo Ideal de El Gráfico Chile | 2007 |